# Danse des heures (ballet)
Pour les articles homonymes, voir Danse des heures.
 (février 2018).
Si vous disposez d'ouvrages ou d'articles de référence ou si vous connaissez des sites web de qualité traitant du thème abordé ici, merci de compléter l'article en donnant les références utiles à sa vérifiabilité et en les liant à la section « Notes et références ».
La Danse des heures est un ballet tiré de l'opéra La Gioconda (1876) d'Amilcare Ponchielli (1834-1886).
Walt Disney s'en inspira pour la séquence La Danse des heures, dans son dessin animé Fantasia,, faisant effectuer les pas de danse par des autruches, des hippopotames, des crocodiles et des éléphants.
Joseph L. Mankiewicz utilise cette musique de ballet dans son film Guêpier pour trois abeilles (The Honey Pot - 1967) pour une assez longue séquence jouée et dansée par Rex Harrison (dans le film : Cecil Sheridan Fox, le rôle principal).

## Description
Ce ballet accompagné de l'orchestre prend place à la fin du troisième acte dans lequel le personnage d'Alvise, chef de  l'Inquisition de Venise, reçoit ses invités dans une grande et élégante salle de bal attenante à la chambre mortuaire. Musique et chorégraphie mettent en scène les heures de l'aube, du jour (matin), du crépuscule et de la nuit. Dans la scénographie, les changements de costumes et les effets de lumière renforcent cette progression. La danse, qui dure une dizaine de minutes, est censée symboliser la lutte éternelle entre les forces de la lumière et des ténèbres.